# 斯通沃爾 (北卡羅萊納州)
斯通沃爾（英語：Stonewall）是一個位於美國北卡羅萊納州帕姆利科縣的城鎮。

## 人口
根據2020年美國人口普查的數據，斯通沃爾的面積為5.21平方千米，當中陸地面積為4.42平方千米，而水域面積為0.79平方千米。當地共有人口214人，而人口密度為每平方千米41人。